# South Holland (Illinois)
South Holland é uma aldeia localizada no estado americano de Illinois, no Condado de Cook.

## Demografia
Segundo o censo americano de 2000, a sua população era de 22.147 habitantes.
Em 2006, foi estimada uma população de 21.365, um decréscimo de 782 (-3.5%).

## Geografia
De acordo com o United States Census Bureau tem uma área de 18,9 km², dos quais 18,9 km² cobertos por terra e 0,0 km² cobertos por água.

## Localidades na vizinhança
O diagrama seguinte representa as localidades num raio de 8 km ao redor de South Holland.